# 미하일 바리시니코프
미하일 니콜라예비치 바리시니코프(영어: Mikhail Nikolaevich Baryshnikov, 러시아어: Михаи́л Никола́евич Бары́шников, 1948년 1월 27일 ~ )는 소비에트 연방 출신의 미국의 발레 무용수 및 배우이다.

## 출연 작품
- 마오의 라스트 댄서 (2009)
- 애니 레보비츠: 렌즈를 통해 들여다본 삶 (2008)
- 리히어싱 어 드림 (2006)
- 섹스 앤 시티 (1998)
- 동업자 (1991)
- 지젤 (1987)
- 백야 (1985)
- 아메리칸 마스터즈 (1983)
- 터닝 포인트 (1977)